# Narpus angustus
Narpus angustus là một loài bọ cánh cứng trong họ Elmidae. Loài này được Casey miêu tả khoa học năm 1893.